# Miličínská vrchovina
Miličínská vrchovina je geomorfologický okrsek v severovýchodní části Votické vrchoviny. Nachází se na rozvodí Vltavy, Sázavy, Blanice a Lužnice. Jižní část Miličínské vrchoviny je označována jako Česká Sibiř.

## Geologie
Miličínskou vrchovinu tvoří především granitoidy středočeského plutonu typu čertova břemene a pararuly pestré série moldanubika.

## Geomorfologie
Jedná se o vrchovinu značně členitou. Má hrásťovitou stavbu, která byla rozčleněna příčnými zlomy a erozí vodních toků v jednotlivé výrazné strukturní hřbety severojižního směru. Jsou zde četné skalní tvary zvětrávání a odnosu.

### Nejvyšší vrcholy
- Mezivrata 713 m
- Kalvárie 698 m
- Džbány 688 m
- Babí hora 687 m
- Na kozině 678 m
- Větrov 676 m
- Čeřenská hora 664 m
- Žďár 616 m
- Perka 611 m
- Vápenka 593 m